# امایوا
امایوا (به انگلیسی: Amaua) یک منطقهٔ مسکونی در ایالات متحده آمریکا است که در ساموآی آمریکا واقع شده‌است.

## خصوصیات
امایوا ۰٫۸۶ کیلومترمربع مساحت و ۱۰۲ نفر جمعیت دارد و ۲۸ متر بالاتر از سطح دریا واقع شده‌است.